# Rio Archiud
O Rio Archiud é um rio da Romênia afluente do rio Dipşa, localizado no distrito de Bistriţa-Năsăud.